# 文化大革命：人民的历史，1962-1976
《文化大革命：人民的历史，1962-1976》（英語：The Cultural Revolution: A People's History, 1962-1976），冯客著，英文版、中文版皆于2016年出版。

## 评价
- 藍詩玲：冯客就文化大革命的原因和后果进行了深入研究并易于阅读的新书，是对毛泽东最后一次实验的悲剧、错误估计和人为代价的重要提醒。[1]
- 朱迪思·夏皮罗（Judith Shapiro）：冯客的叙述有时候侧重耸动而非微妙。他的信息来源的可靠性也值得商榷。有的文革回忆录是源自痛苦、复仇的欲望，以及希望避免这种浩劫再次发生，希望告诉全世界、告诉后人的意愿，这可以理解。它们本质上就是主观的，有选择性的。但本书文本甚少提供出处，认真的读者不得不频繁翻看尾注，而那些注解引用的来源有时也是令人怀疑的。此外，伤亡统计信息的准确性也很难评估。[2][3]
- 蒙克：冯克自1949年中共当政后历史的三部曲是对中共政权合法基础的三次批判，即中共建政的历史并非由黄金时代和疯狂时代构成，而贯穿始终都是独裁、人祸，专制的历史。这恐怕是冯克所著文革历史与中国官方允许范围内文革讨论的区别。[4]